# جاده برمه

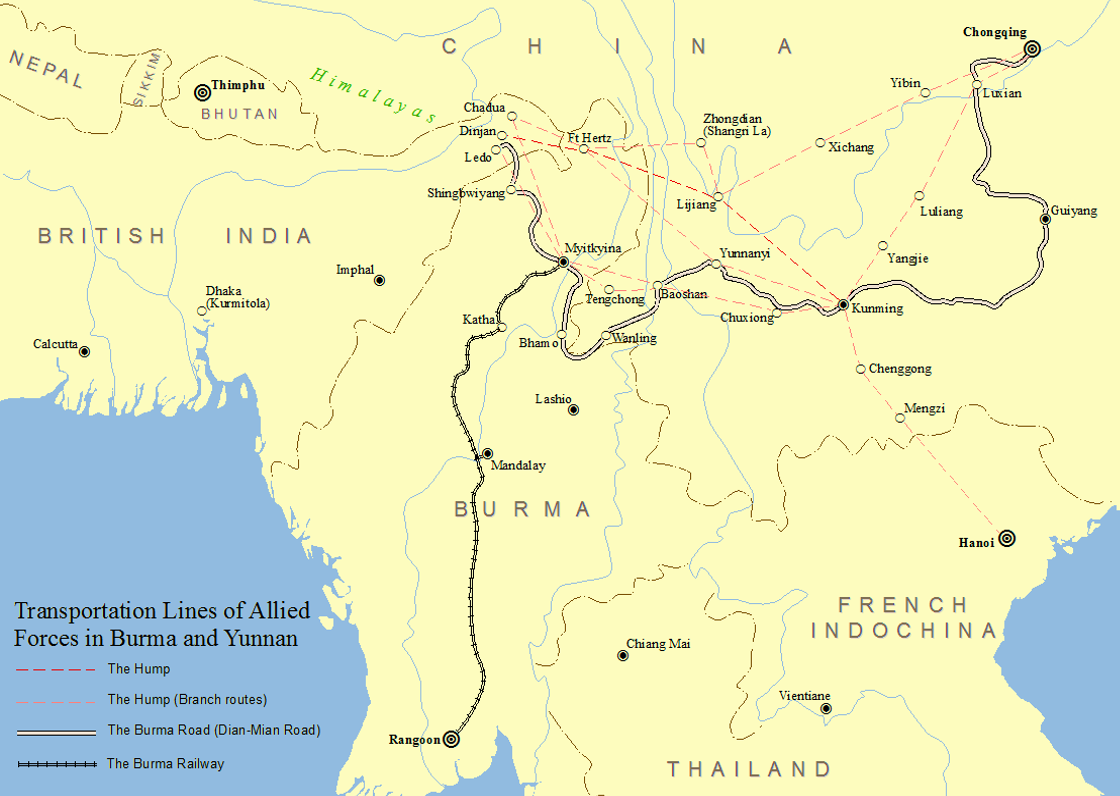
حمل و نقل نیروهای متفقین در برمه و جنوب غربی چین از جمله جاده برمه

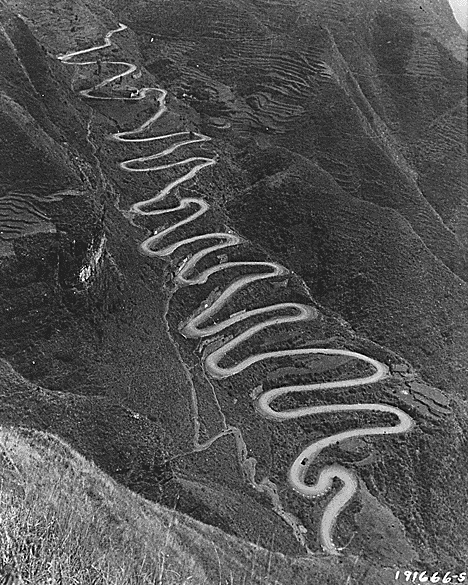
"بیست و چهار خم" (۲۵٫۸۲۱۷۲۵ ° N، ۱۰۵٫۲۰۲۶۰۰ ° E)، که اغلب با بخشی از جاده برمه اشتباه گرفته می‌شود، در واقع در شهرستان چینگلونگ (گوئیژو)، گوئیژو است. در طول جنگ دوم چین و ژاپن، تجهیزات غربی که از جاده برمه عبور می‌کردند ابتدا به کون‌مینگ، مرکز استان یوننان رسیدند، سپس از جاده‌های کوهستانی مانند "۲۴ خم، "قبل از ادامه به چونگ‌کینگ از شهرهایی مانند گوئیانگ، مرکز استان Guizhou عبور می‌کند.

جاده برمه (انگلیسی: Burma Road) راهی بود که برمه (اکنون به عنوان میانمار شناخته می‌شود) و جنوب غربی چین را بهم پیوند می‌داد.